# Paratrygon aiereba

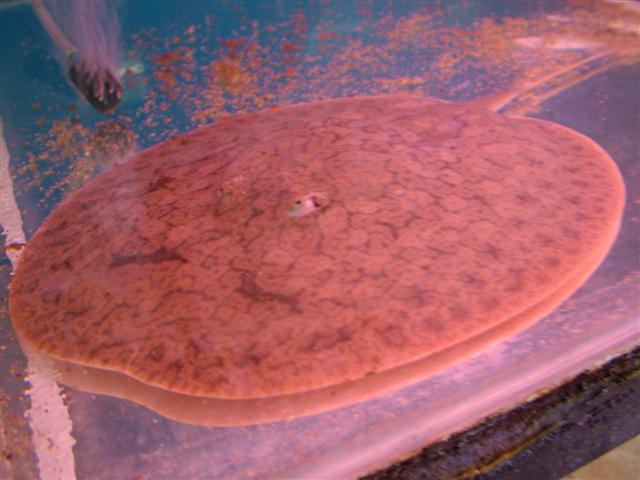
Oberseite von Paratrygon aiereba

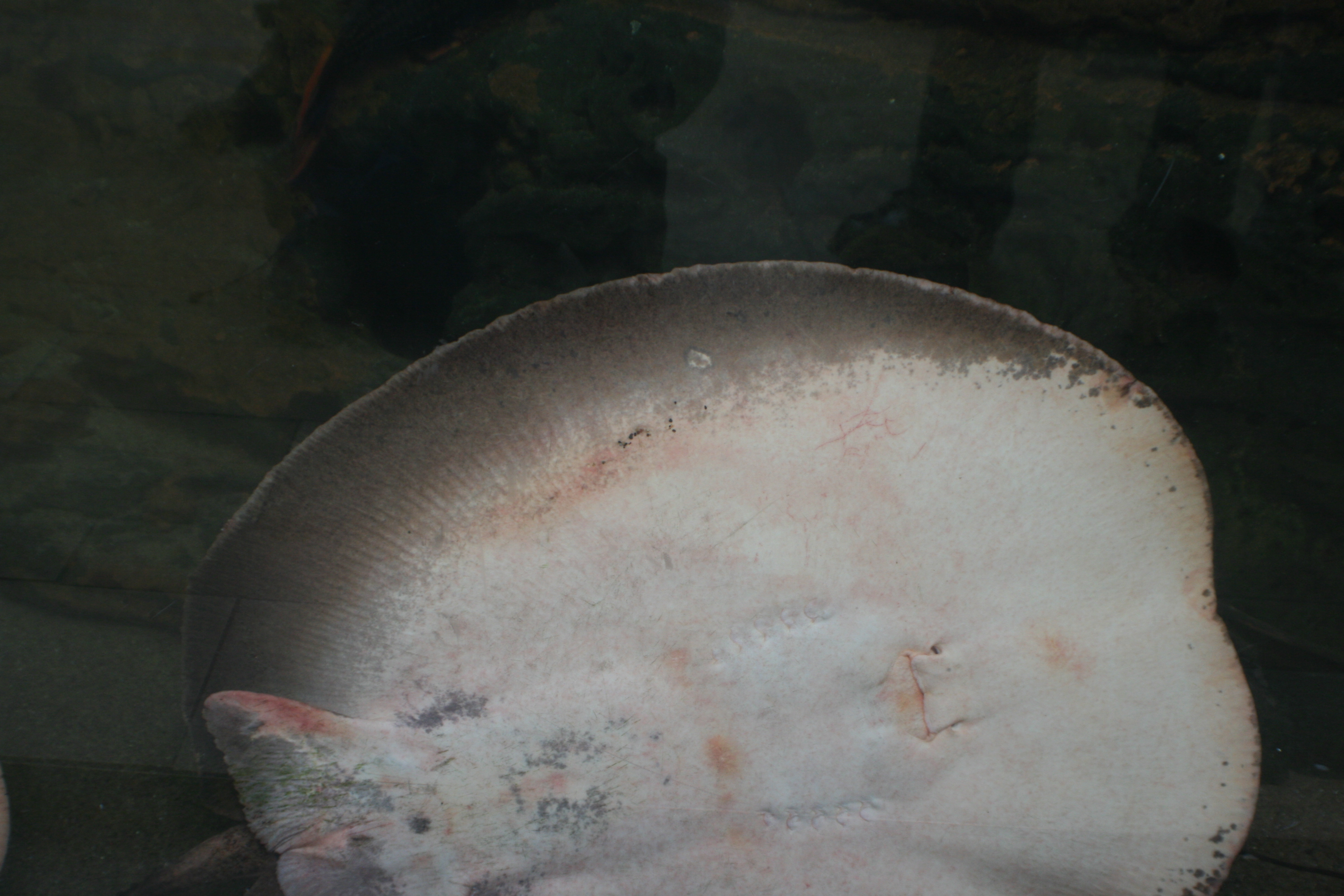
Unterseite von Paratrygon aiereba

Paratrygon aiereba ist eine Rochenart aus der Gruppe der Süßwasserstechrochen (Potamotrygonidae).

## Verbreitung
Sie kommt im Amazonas und in mindestens 42 Nebenflüssen, darunter Rio Branco, Río Caquetá, Rio Madeira, Rio Negro, Rio Purus, Río Putumayo, Río Ucayali und Rio Xingu, sowie im Unterlauf des Rio Tocantins und im Rio Araguaia vor. Das Verbreitungsgebiet liegt damit im Norden Brasiliens, in den östlichen Tiefländern von Bolivien, Ecuador und Peru und im äußersten Süden von Kolumbien. 

## Merkmale
Paratrygon aiereba hat eine fast runde bis ovale Körperscheibe, deren Länge bei 103 bis 117 % ihrer Breite liegt. Der Schwanz hat eine Länge von 88 bis 100 % der Körperbreite. Er ist bei Jungtieren im Verhältnis zur Länge der Körperscheibe länger als bei ausgewachsenen Exemplaren. Die größten vermessenen Exemplare der Art waren 80 (♂) bzw. 78 (♀) cm breit und erreichten ein Gewicht von 14 kg. Auf der Rückenseite sind die Fische grau oder braun gefärbt mit hellen und dunklen Flecken. Die dunklen Flecken sind größer als die hellen und am Rand der Körperscheibe größer und auffälliger. Die Spritzlöcher sind relativ groß und eckig. Die Zähne sind relativ groß, dreieckig und quincunxartig angeordnet. Im Oberkiefer haben die Tiere 16 bis 26 Zahnreihen, im Unterkiefer 14 bis 20. Bei den mittleren Zahnreihen sind die Spitzen deutlicher ausgeprägt. Der Schwanz trägt auf seiner Oberseite zwei oder drei Dornenreihen sowie je eine Dornenreihe an jeder Seite, die vom Schwanzansatz bis zum Schwanzstachel reichen. Die Dornenreihen an den Schwanzseiten fehlen oft bei Jungrochen.

## Lebensweise
Der Rochen lebt in flachen Gewässern mit Wassertemperaturen um +25 °C. Während sich die Jungfische überwiegend im Flachwasser der Uferbereiche, in Flussmündungen und flachen Gewässerabschnitten mit Sandbänken aufhalten, bevorzugen adulte Exemplare die tiefen Abschnitte großer Flüsse und Ströme. Am Rio Negro wurden bei Paratrygon aiereba Wanderbewegungen zwischen tiefen und flachen Gewässerabschnitten im Tagesverlauf beobachtet. Die Fische sind meist nachtaktiv und suchen dann flache und sandige Gewässerabschnitte auf, wo sie in Grundnähe kleine Fische, Krebstiere, Würmer und Insektenlarven erbeuten.
Die Fische sind lebendgebärend und die ungeborenen werden im Mutterleib durch ein plazentaähnliches Organ mit Nährstoffen versorgt (matrotrophische Viviparie). Der Reproduktionszyklus dauert zwei Jahre. Die Jungfische, in der Regel zwei pro Weibchen, sind bei ihrer Geburt circa 16 Zentimeter lang und erreichen mit 60 Zentimetern die Geschlechtsreife.

## Systematik
Die Rochenart wurde erstmals 1841 durch die deutschen Naturforscher Johannes Müller und Jakob Henle unter der Bezeichnung Trygon aiereba beschrieben. Die Artbezeichnung aiereba kommt aus der Sprache der Tupi und wurde ursprünglich für eine marine Rochenart (eventuell Styracura schmardae) benutzt, die an der Küste des nordöstlichen Brasiliens vorkommt. Paratrygon wurde 1865 durch den französischen Zoologen Auguste Duméril als Untergattung von Trygon eingeführt. Der deutsche Zoologe Albert Günther machte Paratrygon 1870 zu einer eigenständigen Gattung. Diese blieb mehr als 150 Jahre lang monotypisch mit Paratrygon aiereba als einziger Art. Im Juni 2021 wurden jedoch zwei weitere Arten beschrieben, deren Populationen vorher Paratrygon aiereba zugerechnet wurden. Paratrygon orinocensis und Paratrygon parvaspina kommen beide im Stromgebiet des Orinoko vor und unterscheiden sich morphologisch, morphometrisch und in ihrer Färbung von Paratrygon aiereba.

## Gefährdung
Die IUCN gibt für Paratrygon aiereba keinen Gefährdungsgrad an, da zu wenig Daten vorliegen. Die Art wird hin und wieder als Beifang gefangen. Der Export aus Brasilien ist illegal, in Peru und Kolumbien darf die Art jedoch exportiert werden. In stark vom Tourismus geprägten Regionen werden die Fische bekämpft, um Verletzungen durch die bestachelten Rochen zu vermeiden. Die größte Gefährdung besteht in der Zerstörung des Lebensraums.